# Eumedonia osiris
Eumedonia osiris är en fjärilsart som beskrevs av Bang-haas 1928. Eumedonia osiris ingår i släktet Eumedonia och familjen juvelvingar. Inga underarter finns listade i Catalogue of Life.